# Gare centrale de Wolfsburg
La gare centrale de Wolfsburg (en allemand : Wolfsburg Hauptbahnhof) est une gare ferroviaire allemande, située au centre-ville de Wolfsbourg, dans le Land de Basse-Saxe. 
La gare se trouve le long du Mittellandkanal.

## Situation ferroviaire
La gare de Wolfsbourg est située au point kilométrique (PK) 180,9 des lignes de Berlin à Lehrte  et de  Hanovre à Berlin.

## Histoire
Elle est mise en service en 1929 et reconstruite en 1957.

## Service des voyageurs

### Accueil
La gare est ouverte de 6h00 à 22H30.

### Desserte
- Internationale: Un ICE allant d'Amsterdam Schiphol à Berlin dessert Wolfsbourg. Berlin est à 57 min, Hanovre à 32 min et Francfort à 3 heures.
- Nationale et régionale: IC, RE et RB